# Папероробна машина
Машина для виробництва паперу — багатосекційний агрегат безперервної дії, на якому із волокнистої суспензії, що сильно розведена водою, одержують папір і деякі види картону.

## Види
Розрізняють 2 основних типи машин для виробництва паперу: плоскосіткові (столові), застосовуються для виробництва основних видів паперу, і круглосіткові (циліндрові), на яких виготовляється обмежений асортимент паперу й картону. Ці типи мають різні пристрої для випуску паперової маси на сітку машини і відливу паперового полотна, конструкція ж інших вузлів, а також технологічний процес виготовлення паперу аналогічні (за винятком машини «сухого формування»).

## Плоскосіткова машина
На мал. 2 наведена схема плоскосіткової машини для виробництва паперу, що включає окрім устаткування, власне для машини для виготовлення паперу, допоміжне устаткування, що призначене для підготовки паперової маси перед подачею її на сітку. Види допоміжного устаткування і його конструкція надзвичайно різноманітні.
Готова паперова маса концентрацією близько 3-4 % за допомогою насоса подається з масопідготовчого відділу в машинний басейн, звідки надходить на машину для виробництва паперу. Постійним перемішуванням маси в машинному басейні домагаються вирівнювання ступеню перемолу й концентрації маси у всьому об'ємі. Попередньо вона розбавляється зворотною водою (від зневоднювання паперової маси на сітці машині до концентрації 0,1-1,5 %) і пропускається через очисні апарати (вузловиловлювачі, центроклінери, центроскріни і т. д.), де видаляються різні сторонні включення й грубі частки мінерального й волокнистого походження. З очисних апаратів паперова маса надходить у напірний ящик, що забезпечує витікання маси з певною швидкістю й однаковою товщиною струменя по всій ширині сітки.
Машина для виробництва паперу складається з наступних основних частин:
- сіткової, де з розведеної суспензії безперервно формується полотно паперу і з нього видаляється перша частина надлишкової води;
- пресової, де проводиться зневоднювання й ущільнення полотна паперу;
- сушильної, у якій видаляється волога, що залишилася в паперовому полотні;
- оформлювальної, де полотно піддається необхідній обробці для додання лиску, щільності, гладкості й намотується в рулони.

Схема папероробної машини Фурдріньє

### Сіткова частина
Сіткова частина — нескінченна сітка (виткана з ниток різних сплавів міді або синтетичних матеріалів). Привід сітки здійснюється від гауч-валу. На нових машинах, що мають вакуум-пересосуючий пристрій, приводним є також ведучий вал сітки. Щоб паперова маса не стікала, по краях сітки встановлюються обмежувальні лінійки. Зневоднювання паперової маси й формування полотна паперу відбуваються за рахунок вільного стікання і відсмоктувальної дії регістрових валиків. Для одержання більш однорідного полотна паперу в поздовжньому й поперечному напрямках, при швидкості машини не більше 300 м/хв регістрова частина іноді піддається трясці в поперечному напрямку. Подальше зневоднювання відбувається над ящиками, що відсмоктують, і під дією вакууму, що створюється спеціальними вакуумними насосами. При виробництві високосортних паперів над ними часто встановлюють легкий вирівнювальний валик (егутер). Він служить також для нанесення на папір водяних знаків. Після цього полотно паперу містить ще порівняно багато вологи (88-90 %), для видалення якої сітка разом з полотном паперу проходить над гауч-валом (на тихохідних машинах гауч-прес), що має від однієї до трьох камер, що відсмоктують. Гауч-вал — перфорований пустотілий циліндр із бронзового сплаву або нержавіючої сталі (площа перфорації становить близько 25 % поверхні вала). Усередині корпусу перебуває нерухома вакуумна камера із графітовими ущільненнями, яка пневматично притискається до внутрішньої поверхні циліндра. Вакуумна камера з'єднана з безперервно діючим вакуумним насосом. Гауч-вал завершує формування і зневоднювання (до сухості 18-22 %) полотна паперу на сітці машини для виготовлення паперу.

### Пресова частина
Подальше зневоднювання відбувається в пресовій частині механічним віджимом під дією тиску й вакууму шляхом пропуску полотна через декілька (2-3, рідше 4-5) вальцьових пресів, розташованих послідовно (часто перший і другий преса об'єднані в здвоєний прес). При цьому підвищуються об'ємна маса, міцнісні властивості, прозорість, знижуються пористість і вбираюча здатність паперу. Пресування виконується між вовняними сукнами, які охороняють ще слабкий папір від руйнування, усмоктують віджату вологу й одночасно транспортують полотно. Кожен прес має своє сукно. На всіх нових швидкохіднх машинах нижні вали пресів робляться перфорованими (як гауч-вали). Вони покриваються спеціальною гумою, що поліпшує зневоднювання й збільшує термін служби. На деяких машинах замість нижніх валів, що відсмоктують, установлюються вали зі спеціальним жолобчастим рифленням (канавками). На потужні машини нижні вали першого й другого пресів робляться аналогічно гауч-валу. Часто, крім пресів із сукнами, установлюють ще згладжувальні (або офсетні) преси без сукон для ущільнення паперу й додання їм гладкості. Потім полотно паперу із сухістю до 45 % надходить у сушильну частину.

### Сушильна частина
(найбільша по довжині) складається з обертових, що обігрівають зсередини пором, і розташованих звичайно в 2 ряди в шаховому порядку циліндрів. Полотно притискається до нагрітої поверхні циліндрів за допомогою сукон, що поліпшують тепловіддачу й запобігають жолобленню й зморщуванню поверхні паперу при сушінні. Верхній і нижній ряди сушильних циліндрів мають роздільні сукна, причому одне сукно охоплює відразу кілька циліндрів (група сушильних циліндрів). Полотно паперу рухається з верхнього циліндра на нижній, потім на сусідній верхній і т. д. При цьому папір висушується до вмісту залишкової вологи 5-7 %. На сучасні машини у другій половині сушильної частини звичайно поміщають клеїльний двовальний прес для поверхневої проклейки паперу й нанесення поверхневого шару. В сушильній частини деяких машин встановлені автоматичні регулятори подачі пари в циліндри, пристосування для автоматичного заправлення полотна паперу на сушильні циліндри і т. д. Пара збирається під ковпаком, розташованим над всією сушильною частиною машини, а потім видаляється витяжними вентиляторами назовні. Тепло використається в калориферах і теплообмінниках.

### Оформлювальна частина
Оформлювальна частина являє собою каландр, що складається з 5-10 розташованих один над одним валів з вибіленого чавуну. Попередньо папір, для додання йому більшої еластичності й м'якості, охолоджується і трохи зволожується на холодильному циліндрі (через пустотілі шийки якого підводиться і відводиться холодна вода). При русі між валами зверху вниз полотно стає більше гладким, ущільнюється й вирівнюється по товщині. Потім папір намотується нескінченною стрічкою в рулони на накаті (циліндри, що обертаються примусово, до яких притискається валик з намотуваним на нього папером). Для зволоження паперу при додатковій обробці її на суперкаландрах (для одержання паперу з підвищеною гладкістю, лиском й об'ємною масою) над накатом встановлюється зволожувальний апарат. Далі рулон розрізається на повздовжньо-розрізному верстаті на необхідні формати. Одночасно папір сортується, обриви, що утворилися при виробництві, склеюються. При випуску паперу в аркушах рулони для розрізування подаються на саморізи.
Машина для виготовлення паперу має також велику кількість різного устаткування, необхідного для забезпечення її безперервної роботи, і автоматичних приладів, що регулюють технологічні параметри. Для кожного виду паперу встановлені технічно й економічно обґрунтовані ширина й робоча швидкість машини. Найбільш вузькі машини (із шириною паперового полотна 1,6-4,2 м) призначені для виробництва найтонших конденсаторних паперів, спеціальної технічної, високоякісних фото- і документальних паперів. Широкі машини для виробництва паперу (понад 6 м) використовують для виробництва газетного й мішечного паперу. Робоча швидкість машини при виробництві конденсаторного паперу становить 40-150 м/хв, газетного паперу — до 850 м/хв, санітарно-гігієнічних паперів — близько 1000 м/хв і більше. Продуктивність машини, що виготовляє конденсаторний папір товщиною 4-12 мкм, становить 1-4 т/добу, газетної паперу — 330—500 т/добу й більше. Довжина машини для виробництва газетного паперу досягає 115 м, маса близько 3500 т, висота окремих частин до 15 м, потужність всіх електродвигунів (включаючи устаткування для підготовки паперової маси) близько 30 000 КВт. Привід окремих секцій машини для виробництва паперу здійснюється двигунами постійного струму. Протягом 1 години така машина споживає до 45 т пари. Автоматичні прилади регулюють процеси відливу й сушіння паперу на більших швидкостях. Висока оснащеність автоматичними приладами, точність регулювання й висока продуктивність машини дозволяють звести кількість робітників, що її безпосередньо обслуговують, до 3-8 чоловік.

## Інші конструкції
Розробляється багато нових конструкцій машин для виробництва паперу, що відрізняються в основному методами формування полотна паперу. У машин типу інверформ (Англія) полотно паперу відливається і формується між двома сітками — нижньою й верхньою. Паперова маса з напірного ящика подається в захвати між нижньою й верхньою сітками, при цьому створюється тиск на потік рідини. Деяка частина води проходить вниз через шар, що відклався, волокна на нижній сітці, а частина, що залишилася, видаляється через верхню сітку. Із внутрішньої поверхні сітки вода видаляється шабером, встановленим ножем із пластичного матеріалу й лотком для відводу води. Подальше зневоднювання виконується на звичайних і «перевернених» відсмоктувальних ящиках, при вакуумі, що не перевищує 12 кн/м 2 (0, 12 кгс/см²). За ящиками, що відсмоктують, установлений прес, і віджата вода через верхню сітку видаляється шабером. При виробництві багатошарового паперу, верхніх сіток буває декілька (по числу шарів). Вода практично видаляється тільки через верхні сітки по шаберах і в «перевернених» ящиках, що відсмоктують.
У машинах для виробництва паперу типу вертіформ паперове полотно збезводнюється на обидва боки між двома вертикальними сітками, за допомогою шаберів і відсмоктуючих ящиків, що забезпечує осадження волокон однакової фракції з обох боків полотна паперу. При цьому спочатку осаджуються короткі й тонкі волокна, внаслідок чого утворюється поверхня, найпридатніша для друку, а в середині аркуша з'являються великі волокна, що збільшує міцність паперового полотна.
Спостерігається тенденція до використання при відливі паперу круглосіткових машин, де формування паперового полотна здійснюється на циліндрах, обтягнутих сіткою і перебувають у ванні або без ванни, куди подається паперова маса. У машині типу ротоформер напірний ящик і сіткова частина виконані в одному компактному вузлі, а зневоднювання здійснюється за допомогою камери, що відсмоктує, розташованої усередині обертового вала. Швидкість таких машин до 300 м/хв. Вони можуть працювати з малими концентраціями, що важливо при виробництві паперів зі штучних волокон.
При виробництві довговолокнистих паперів, виготовлених з бавовни, азбесту і синтетичних матеріалів, застосовується «сухе формування» паперового полотна, засноване на принципі осадження на сітці волокон, диспергованих у повітряному потоці. Можливо, що таке формування набуде широкого застосування для виробництва технічних і спеціальних видів паперу.
Подальше підвищення ефективності машин для виробництва паперу пов'язане зі зміною технології виробництва паперу, удосконаленням конструкції машини і окремих вузлів, збільшенням продуктивності за рахунок швидкості та ширини. Різке збільшення швидкості й ширини машини забезпечать: потокорозподілювачі й напірні ящики закритого типу, що дозволяють випускати масу на сітку зі швидкістю, що відповідає збільшеній швидкості руху сітки; регістрові валики жолобчастого й сітчастого типу, гідропланки, двох- і трикамерні гауч-вали, що відсмоктують, і інтенсифікують зневоднювання; нові типи пресів (зворотні що відсмоктують, преси із широкою камерою, що відсмоктує, багатовальні й гарячі преси) ; вали, що відсмоктують, і вали, закріплені посередині; вали з жолобчастим рифленням, преси з підкладною сіткою, вакуумні вали, що відсмоктують, сукномийки, встановлені на каландрі станини відкритого типу із шарнірним закріпленням важелів, закріплені посередині (нижні й верхні), що плавають, що не потребують бомбіровки для компенсації прогину; периферичного типу накати для намотування рулонів діаметром до 2200—2500 мм із пневматичним притиском рулону й автоматичною передачею його із заправних у робочі опори й т.д. У сушильній частині машини передбачається застосування більш високого тиску пари, нові схеми парозподільників із циркуляцією пари, сифонне видалення конденсату, повністю закриті ковпаки над сушильною частиною, установка сушильних сіток замість сушильних сукон і так далі. Крім розповсюдженого й порівняно дешевого сушіння через контакт поверхні сушильних циліндрів машини з полотном паперу, вишукуються нові види, які дозволили б значно скоротити робочу площу сушильної частини, підвищити рівномірність сушіння. Перспективні нові види сушіння: діелектричні (за рахунок струму високої частоти, що пропускає через полотно паперу); опроміненням інфрачервоними променями; обдування гарячим повітрям; під вакуумом.